# Поле Бродмана 4
Поле 4 Бродмана належить до первинної моторної кори в людському мозку. Знаходиться в задній частині лобової частки.

## Людина
Поле 4 Бродмана - це частина прецентральної звивини (лат. gyrus praecentralis). Межами поля є: прецентральна борозна (лат. sulcus precentralis)  (вентрально), медіальна поздовжня щілина (лат. fissura longitudinalis cerebri) в горі (медіально), центральна борозна (лат. sulcus centralis) позаду (дорзально), і латеральна борозна знизу (латерально). 
Ця ділянка кори, як показали Уайлдер Пенфілд і інші, має вигляд гомункула. и Поле 4 Бродмана також є ділянкою первинної моторної кори (див. Кортикальний гомункулус).
В V шарі первинної моторної кори лобової частки містяться гігантські клітини Беца, аксони котрих ідуть через внутрішню капсулу, стовбур мозку та спинний мозок і формують кортикоспінальний шлях, який здійснює контроль довільних рухів.

## ЛЮДИНОПОДІБНІ
Термін поле 4 Бродмана-1909 відноситься до цитоархітектонічно  визначеної ділянки лобової частки у людиноподібних. Воно знаходиться головним чином у прецентральній звивині. Корбініан Бродман у 1909 р вважав його топографічно й цитоархітектонічно  гомологічним людському гігантопірамідному полю 4 і зазначив, що воно займає набагато більшу частину лобової частки у мавп, ніж у людей. 

Відмінні особливості (Бродман-1905): шар  кори надзвичайно товстий; шари не відрізняються один від одного; клітини одиничні, нещільно розташовані; гігантські пірамідальні (Бец) клітини присутні у внутрішньому пірамідальному шарі (V); відсутність внутрішнього зернистого шару (IV), межа між зовнішнім пірамідальним шаром (III) і внутрішнім пірамідальним шаром (V) нечітка; відсутність чіткого зовнішнього зернистого шару (II); поступовий перехід від мультиформного шару (VI) до подкоркової білої речовини.

## Зображення

Анімація.
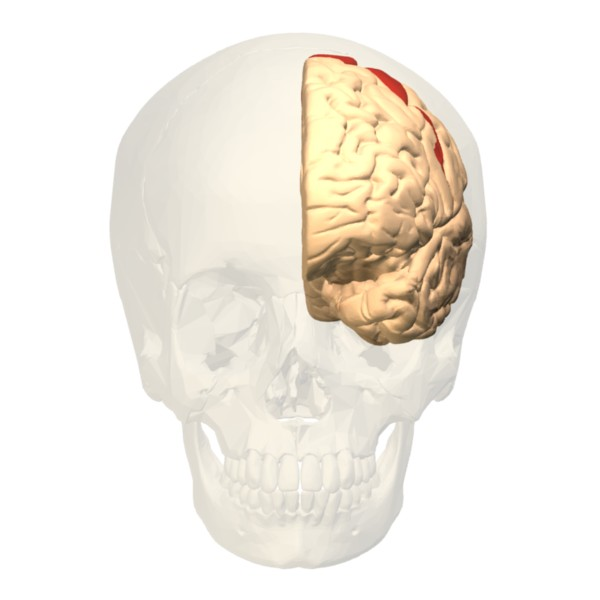
вид спереду.
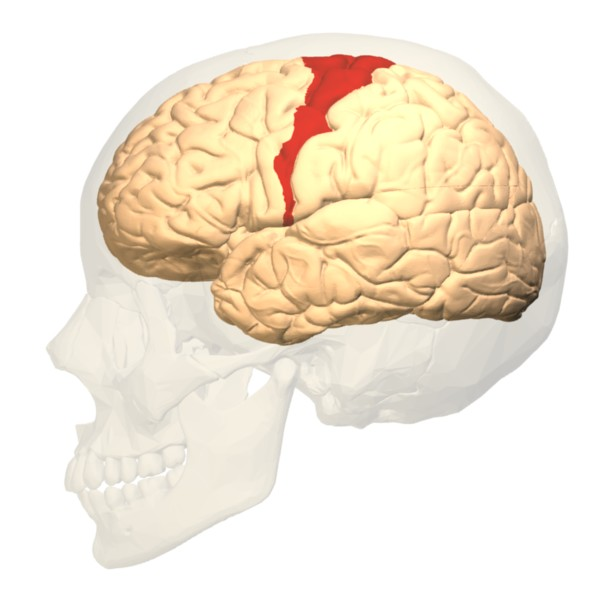
Боковий вигляд.
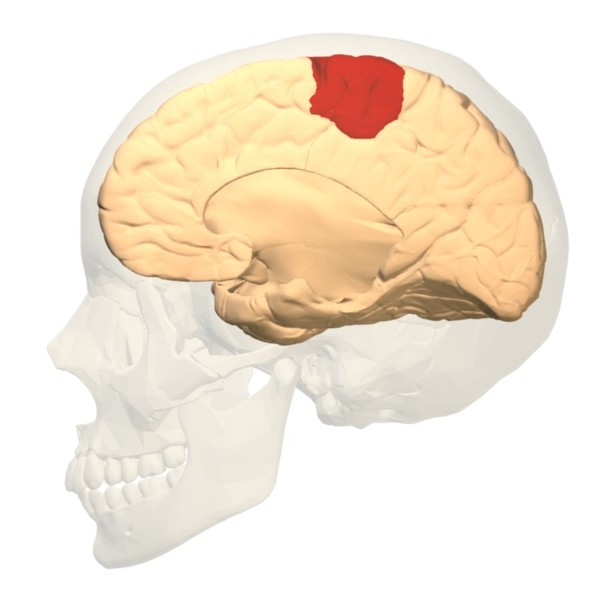
Медіальний вигляд.
Латеральна поверхню.

## Зовнішні посилання
- BrainInfo - більш детально про нейроанатомію цієї ділянки